# Christian Kalkbrenner
Pour les articles homonymes, voir Kalkbrenner.
Christian Kalkbrenner est un compositeur et musicologue allemand né à Hann. Münden le 22 septembre 1755 et mort à Paris le 10 août 1806.

## Biographie
Compositeur et violoniste de Cour, il s'établit d'abord à Berlin où il fut attaché à la reine de Prusse et au prince Henri, puis vint en 1799 se fixer à Paris, où il devint chef de chant à l'Opéra.
Il a composé plusieurs opéras, deux symphonies, un concerto pour piano, trois séries de sonates pour piano et deux « oratorios » composés à partir d'airs de Mozart, Haydn et autres. Il est l'auteur d'une Histoire de la musique (Paris, 1802, 2 vol.) et de traités de musique.
Il est le père du pianiste Friedrich Kalkbrenner.

## Œuvres
- Démocrite, opéra bouffe en 3 actes, livret de Christian Friedrich Schröter  1791, Rheinsberg
- La Veuve de Malabar, opéra, livret de Antoine-Marin Le Mierre 1791
- La Femme et le secret, opéra 1793
- Lanassa, grand opéra, livret de Karl Martin Plümicke et de Antoine-Marin Le Mierre 1794
- La Veuve du Malabar, opéra
- La Descente des Français en Angleterre, opéra en 1 acte, livret de Guillaume Saulnier 1798
- Olimpie, tragédie lyrique en 3 actes sur un livret de Nicolas-François Guillard, représentée au Théâtre de la République et des Arts à Paris le 18 frimaire an VII (18 décembre 1798)
- Scène de Pygmalion, scène avec orchestre, 1799
- La Mort par spéculation, opéra, livret de Guillaume Saulnier 1799
- Scène tirée des poésies d'Ossian, 1800
- Saül, oratorio pastiche en 3 parties, paroles de Morel, J. M. Deschamps et Després1800
- Sophie de Brabant, opéra, livret de Aurore Domergue Bursay 1804
- Œnone, grand opéra en 2 actes sur un livret d'Antoine Le Bailly, 1800 et 1812
- La Prise de Jéricho, oratorio en 3 actes, paroles de J. M. Deschamps, Després et Morel 1805
- Don Juan (1805) : drame lyrique en trois actes. Pour la première fois en français, il fut joué le 17 septembre 1805 à l'Académie impériale de musique. Son texte est arrangé par Henri-Joseph Thüring de Ryss et Denis Baillot, sous-bibliothécaire de la Bibliothèque impériale de Versailles